# Santo Domingo (Santiago del Estero)
Santo Domingo es una localidad argentina ubicada en el departamento Pellegrini de la provincia de Santiago del Estero. Se halla en la margen derecha del río Salado, en la intersección de las rutas provinciales 4 y 29. La ruta 4 la vincula al oeste con Nueva Esperanza, y la 29 al norte con El Quebrachal y al sur con La Aurora; la ruta 4 atraviesa el río Salado y conecta con la ruta 2, que la comunica al sur con Santos Lugares; se está construyendo una nueva ruta para vincularla a Nueva Esperanza.
El agua se obtiene tanto del río Salado como de pozos surgentes.

## Población
Cuenta con 152 habitantes (Indec, 2010), lo que representa un descenso del 29,6% frente a los 216 habitantes (Indec, 2001) del censo anterior.
| Gráfica de evolución demográfica de Santo Domingo entre 1991 y 2010 |
|                                                                     |
| Fuente: Censos nacionales del INDEC                                 |